# Diisopropylamine
La diisopropylamine (DIPA) est un composé chimique de formule (H3C)2CH–NH–CH(CH3)2. C'est une amine secondaire utilisée notamment pour produire du diisopropylamidure de lithium (LDA) ou de la diisopropyléthylamine par réaction avec du sulfate de diéthyle.